# Tichon (Chworostinin)
Tichon, imię świeckie Timofiej Iwanowicz Chworostinin (zm. 14 lipca 1576 w Kazaniu) – rosyjski biskup prawosławny.

## Życiorys
Pochodził z rodziny właścicieli wotczyn w powiatach (ujezdach) wołokołamskim i ruzskim, pozostających w XIV w. w służbie książąt możajskich i blisko związanych z monasterem św. Józefa Wołokołamskiego od momentu jego założenia. Zarówno ojciec, jak i dziad oraz pradziad przyszłego hierarchy przekazywali klasztorowi ziemię. Ojciec przyszłego biskupa nosił imię Biezobraz (na chrzcie - Iwan).
Timofiej Chworostinin wstąpił do monasteru Józefa Wołokołamskiego przed 1568-1569, w wymienionym okresie jest już wymieniany jako mnich (starzec) Tichon. W 1572 mianowano go ihumenem monasteru św. Mikołaja na Ugrieszy, zaś w roku następnym został przełożonym monasteru św. Józefa Wołokołamskiego. Chirotonię biskupią przyjął z rąk metropolity moskiewskiego Antoniego 5 lipca 1575. Objął wówczas katedrę kazańską i swijaską.
Zmarł w roku następnym i został pochowany w cerkwi Trójcy Świętej, należącej do monasteru pod tym samym wezwaniem w obrębie Kremla kazańskiego. W 1700 z polecenie metropolity kazańskiego Tichona jego szczątki przeniesiono do katedralnego soboru Zwiastowania w Kazaniu.